# Jacques-Joseph Haus

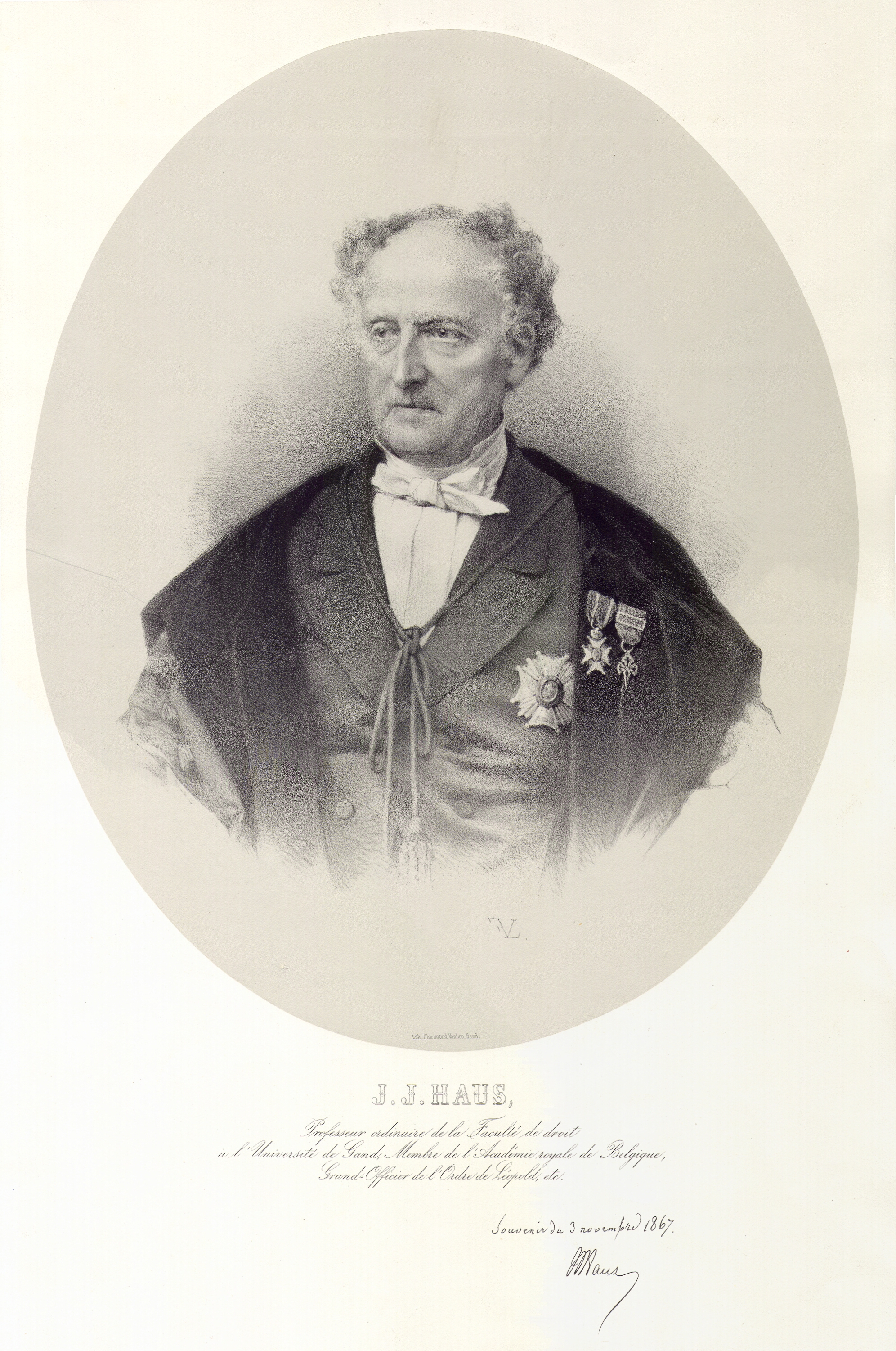
Jacques-Joseph Haus

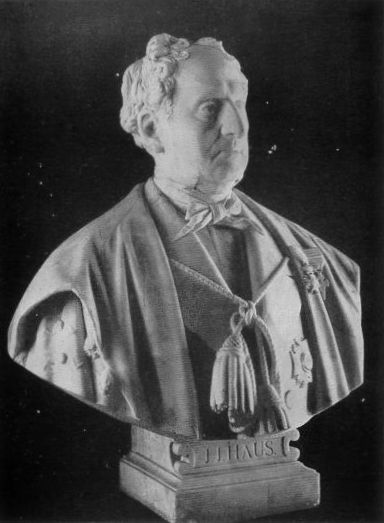
Jacques-Joseph Haus

Jacques-Joseph Haus (Würzburg, 9 januari 1796 - Gent, 23 februari 1881) was een Belgisch hoogleraar en een befaamd specialist in strafrecht.

## Levensloop
Jacques Haus was de oudste van de vier kinderen van Ernest Haus (1767-1813), doctor in beide rechten, hoogleraar aan de universiteit van Würzburg, en van Maria-Barbara Stang (1773-1853).
In 1814 promoveerde hij aan dezelfde universiteit tot doctor in de wijsbegeerte (1814) en tot doctor utriusque iuris (1817). Vanwege de behoefte aan bekwame academici voor de pas opgerichte universiteiten van Gent, Leuven en Luik onder het Verenigd Koninkrijk der Nederlanden, werd Haus op aanbeveling van de rector van zijn Würzburgse alma mater op 26 augustus 1817 benoemd tot hoogleraar aan de Rijksuniversiteit Gent, belast met de cursussen strafrecht en natuurrecht. In 1835 gaf hij het doceren van het vak natuurrecht op, om het te vervangen door het doceren van de pandekten. Hij doceerde ook Encyclopedie van het Recht, Publiek recht en Politieke geschiedenis van Europa. Al deze vakken werden in het Latijn gedoceerd.
In 1827-28 werd hij verkozen tot rector van de Gentse universiteit, en werd dit opnieuw in 1833-34, 1835-38 en 1864-67. Hoewel hij in 1867 met emeritaat ging, bleef hij doceren tot hij in 1880 hieraan door ziekte moest verzaken.
In 1840 kreeg Haus de gewone naturalisatie tot Belg en in 1870 de grote naturalisatie.

## Strafrecht
In 1835 publiceerde Haus zijn Observations sur le projet de révision du Code pénal. Hij bekritiseerde het ontwerp van herziening van het strafrecht dat door de regering was neergelegd in 1834 en bood zijn eigen ontwerp aan, onderverdeeld in 516 artikelen. Dit had tot gevolg dat het regeringsontwerp werd ingetrokken.
In 1848 werd een commissie opgericht belast met het opmaken van een nieuw voorstel. Haus werd er de verslaggever van. Hij stelde een ontwerp op en schreef ook alle verslagen die als verklaring aan het parlement werden meegedeeld.
Het nieuwe strafwetboek werd, met weinig wijzigingen, goedgekeurd, zodat men terecht kon zeggen dat dit het Strafwetboek Haus was. De publicatie van het strafwetboek gebeurde in 1867. Ondertussen was Haus een internationale autoriteit geworden op het gebied van strafrecht. In België nam hij deel aan de werkzaamheden tot het opmaken van de codex voor strafrechtelijk onderzoek, het militair strafwetboek en de wetgeving op bedelarij en landloperij. Hij ontwierp een nieuw strafwetboek voor Portugal, op verzoek van de Portugese regering. De Vereniging voor de vooruitgang van de sociale wetenschappen in Engeland gaf hem in 1866 de opdracht om een internationaal strafwetboek te ontwerpen.

## Privé

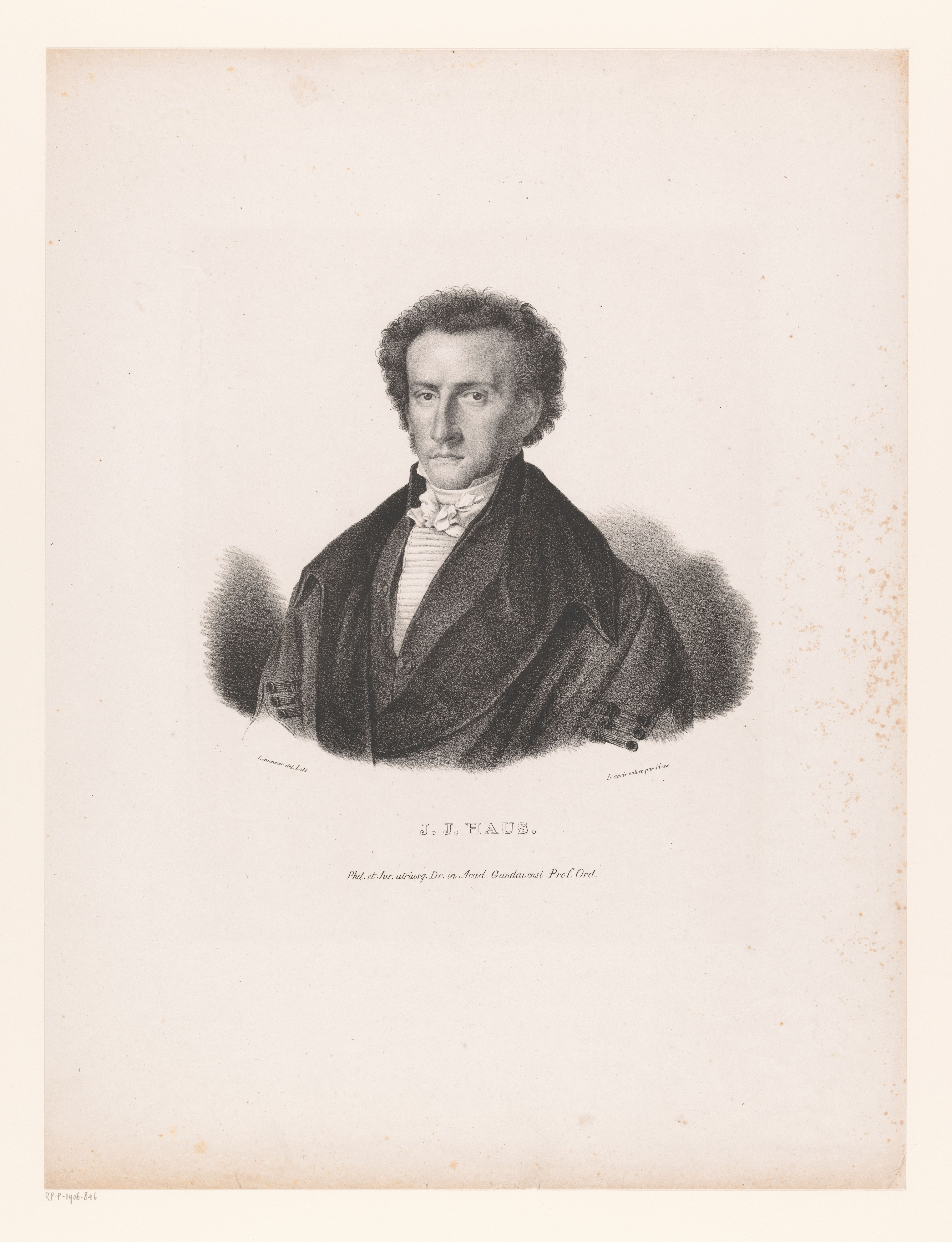
Haus in 1827

Jacques-Joseph Haus trouwde in Gent in 1820 met Angelique Roelandts (Aalter, 1787 - Gent, 1863). Ze was de dochter van Jan-Baptist Roelandts, griffier van de heerlijkheid van de Woestyne, en van Jeanne de Baets. Het huwelijk Jacques-Joseph Haus-Roelandts kreeg vier zoons.
Angelique Roelandts was eerst getrouwd met de Gentse hoogleraar in de rechten en rector Jean-Baptiste Hellebaut (1773-1819), met wie ze drie kinderen had, van wie de opvoeding eveneens door Jacques-Joseph werd op zich genomen:
- Marie-Jeanne Hellebaut (1808-1859) trouwde met Philippe de Rote (1803-1863), hoogleraar aan de Rijksuniversiteit Gent.
- Jean-Baptiste Hellebaut (1810-1864) kolonel, die trouwde met Hélène d'Ester. Ze waren de ouders van luitenant-generaal Joseph Hellebaut, minister van Oorlog, en de grootouders van luitenant-generaal Albert Hellebaut, minister van Landsverdediging.
- Angelique Hellebaut (1811-1870) trouwde met Hippolyte Rolin, minister van Openbare werken.

Uit het huwelijk Haus-Roelandts sproten voort:
- Ernest Haus (1822-1852). Hij werd kandidaat-notaris en bleef vrijgezel.
- Auguste Haus (1823-1875) was vrederechter in Meulebeke, en daarna in Kortrijk. Hij trouwde in 1858 in Gent met Marie-Thérèse Mestdagh (1821-1886).
  - Ernest Haus (1853-1905), vrederechter in Nevele, trouwde in 1888 in Aalter met Hortense Smessaert (1870-1937).
    - Marie-Auguste Haus (1890- ) trouwde in 1915 in Londen met Pierre Beghin (1891-1945), secretaris-generaal van het Nationaal Fonds voor Wetenschappelijk Onderzoek.
    - Auguste Haus (1892-1948) was onderluitenant tijdens de Eerste Wereldoorlog. Hoewel invalide, bleef hij in het leger en voerde in 1940 een compagnie Ardeense Jagers aan. Hij werd krijgsgevangen genomen, maar in 1942 als oorlogsinvalide vrijgelaten. Hij trad onmiddellijk toe tot het Geheim Leger en was in 1944 commandant voor de zone III. Na de oorlog werd hij bevorderd tot luitenant-kolonel. Hij was in 1923 getrouwd met Fanny De Puydt (1893-1944). Ze trad toe tot het verzet en werd op 18 juli 1944 gearresteerd en gedeporteerd naar Ravensbrück, waar ze op 20 december 1944 omkwam.
      - Heliane Haus (1923-1944) nam deel aan de verzetsactiviteiten van haar ouders. Gearresteerd samen met haar moeder, kwam ze om in Ravensbrück op 27 december 1944.

    - Jacques-Joseph Haus (1905-1968). Hij trouwde in 1938 in Aalter met Angèle de Pauw (1911-2005).
- Charles Haus (1824-1905), hoofdgriffier aan het hof van beroep in Gent, hoofd van de geadelde familietak.
- Edouard Haus (1828-1874) werd doctor in de rechten in Gent in 1851 en studeerde verder in Bonn, Heidelberg en Parijs. Hij werd substituut van de procureur des Konings in Veurne, Dendermonde, Bergen en Antwerpen. Vervolgens werd hij procureur des Konings in Oudenaarde en in Gent. Hij bleef vrijgezel. Hij publiceerde juridische en historische werken.

## Onderscheidingen
- In 1847 werd Jacques Haus lid van de Koninklijke Academie van België.
- De Académie de législation de Toulouse benoemde hem tot corresponderend lid.
- Hij werd onder meer grootofficier in de Belgische Kroonorde en Leopoldsorde.
- In 1867 werd hem aan de universiteit van Gent door zijn collega's en zijn oud-studenten zijn borstbeeld in marmer aangeboden, vervaardigd door Paul de Vigne.

## Publicaties
- Elementa doctrinae juris philosophicae sive juris naturalis, 1824.
- Observation sur le projet de révision du Code pénal, 1835, 3 volumes.
- Exposé des motifs du Code pénal belge, 1850, 3 volumes.
- Cours de droit criminel, 1861.
- Du principe de l'expiation comme fondement de la loi pénale, 1865.
- De la peine de mort, son passé, son présent, son avenir, 1867.
- Principes fontamentaux du droit pénal belge, 1874, 2 volumes.